# 奧利高
奧利高（葡萄牙語：Oreco），全名維德馬爾·洛迪古斯·馬田斯（葡萄牙語：Valdemar Rodrigues Martíns，1932年6月13日—1985年4月3日）是一名前巴西足球運動員，司職左閘，他是巴西奪得1958年世界盃冠軍隊成員之一。
奧利高於南里奧格蘭德州的國際體育會開始球員生涯，效力一年後轉會至阿雷格里港的國際體育會，並在此期間效力了七年，期間贏得五次南里奧格蘭德州冠軍。1957年加盟哥連泰斯但效力八年沒有為球隊贏得任何冠軍；1965年奧利高選擇出國先後效力哥倫比亞的米倫拿列奧、墨西哥的托盧卡及美國的達拉斯龍捲風。
奧利高的職業生涯最大成就是代表巴西參加1958年世界盃，他擔任戴瑪·山度士的替補，但該屆世界盃他並沒有上陣一分鐘。
1985年4月3日，奧利高死於急性心肌梗塞，享年52歲，當時他正與佩德羅·羅沙參加元老賽。

## 榮譽

### 球會
國際體育會
- 南大河州足球联赛冠軍: 1950, 1951, 1952, 1953, 1955

米倫拿列奧
- 哥倫比亞足球甲級聯賽: 1966

達拉斯龍捲風
- 北美足球聯賽: 1971.

### 國家隊
巴西
- 國際足協世界盃冠軍: 1958,

## 外部鏈接
- NASL Stats （页面存档备份，存于）